# Passandra zairensis
Passandra zairensis is een keversoort uit de familie Passandridae. De wetenschappelijke naam van de soort is voor het eerst geldig gepubliceerd in 1983 door Slipinski.